# Maastricht... Jesús
Maastricht... Jesús es una historieta serializada en 1993 del dibujante de cómics español Francisco Ibáñez perteneciente a la serie Mortadelo y Filemón.

## Trayectoria editorial
Firmada en 1992 y serializada en el Mortadelo Extra nºs 30 a 34, luego se publicó en "Magos del Humor" y el n.º 50 de la Colección Olé.

## Sinopsis
Tras el Tratado de Maastricht, origen de la Unión Europea, los países miembros eligen sus candidatos a presidir la Europa Arrejuntada esa. En España habrá elecciones y Mortadelo y Filemón deben proteger y ayudar a los aspirantes.

## Comentarios
Con un gracioso juego de palabras por título, el álbum se burla del Tratado de Maastricht, principalmente de que nadie en España sabe en qué consiste.
Se trata de uno de los álbumes de Mortadelo y Filemón donde aparece un mayor número de personajes reales. Así, en la introducción aparecen líderes europeos como Felipe González, Helmut Kohl, Jacques Chirac, Giulio Andreotti (Italia), John Major (Reino Unido) y Jean-Luc Dehaene (Bélgica). También aparece Miguel Boyer, Ministro de Hacienda durante la expropiación de Rumasa, de ahí que Ruiz Mosqueos agreda al fotógrafo Boller al confundirlo con el político.
Otros, en especial, los españoles, que son objeto de protección por los dos agentes, aparecen con el nombre modificado: José Ramón Caso como Esun Caso, Miquel Roca como Basalto Róquez Pedrúsquez, Julio Anguita como Agostino Manguita, etc.
Es uno de los primeros álbumes seriados en cinco capítulos: cuatro de ocho páginas y el último de doce.
El gag que abre cada capítulo es un slapstick típico en Mortadelo y Filemón: Filemón oye que Mortadelo está probando un disfraz y carga contra él, pero es Filemón quien se lleva el tortazo. A esto se añade la llegada de un mensaje del Súper, que también supone un porrazo para Filemón u otra desgracia. Además en cada capítulo han de usar una de las famosas entradas secretas de la T.I.A.
En el último capítulo, los dos agentes buscan la entrada secreta a la T.I.A. en un laberinto subterráneo. En un primer intento, Filemón va a dar a la bañera de Isabel II. Tras tener que cruzar a nado el Canal de la Mancha, vuelven a intentarlo. Cuando Mortadelo abre la trampilla, le cae agua hirviendo a Filemón. Mortadelo se asoma, y se encuentra en una olla en el infierno, con dos demonios alrededor; en la olla se encuentra Francisco Franco, de perfil y muy delgado, quien susurra "Españoooles... todo está atado... bien ataaado..."
Uno de los personajes a proteger es Ruiz Mosqueos, es decir, Ruiz-Mateos. Es divertido porque Mortadelo y él pasan todo el capítulo peleando a ver quién es mejor disfrazándose. El que alguien pudiese ganar a Mortadelo a disfrazarse sirvió a Ibáñez para nuevos álbumes, como El disfraz, cosa falaz. Otro personaje a proteger es Jesús Pil Pil, es decir, Jesús Gil.